# Ptilomymar besucheti
Ptilomymar besucheti is een vliesvleugelig insect uit de familie Mymaridae. De wetenschappelijke naam is voor het eerst geldig gepubliceerd in 1974 door Viggiani.